# Titularbistum Furnos Minor
Furnos Minor (italienisch Fornos Minore) ist ein Titularbistum der römisch-katholischen Kirche.
Es geht zurück auf einen untergegangenen Bischofssitz in der gleichnamigen antiken Stadt, die in der römischen Provinz Africa proconsularis (heute nördliches Tunesien) lag. Der Bischofssitz war der Kirchenprovinz Karthago zugeordnet.
| Titularbischöfe von Furnos Minor |                                                         |                                              |                   |                  |
| Nr.                              | Name                                                    | Amt                                          | von               | bis              |
| 1                                | Charles Kardinal Journet Titularerzbischof pro hac vice |                                              | 15. Februar 1965  | 22. Februar 1965 |
| 2                                | Georges-Louis Mercier MAfr                              | emeritierter Bischof von Laghouat (Algerien) | 11. Januar 1968   | 13. Oktober 1976 |
| 3                                | Attilio Nicora                                          | Weihbischof in Mailand (Italien)             | 16. April 1977    | 30. Juni 1992    |
| 4                                | Henryk Tomasik                                          | Weihbischof in Siedlce (Polen)               | 21. November 1992 | 16. Oktober 2009 |
| 5                                | William Terrence McGrattan                              | Weihbischof in Toronto (Kanada)              | 6. November 2009  | 8. April 2014    |
| 6                                | Ernesto Maguengue                                       | Weihbischof in Nampula (Mosambik)            | 6. August 2014    | 4. April 2022    |
| 7                                | Adrian Put                                              | Weihbischof in Zielona Góra-Gorzów (Polen)   | 28. Juni 2022     |                  |